# Cláudio Carneyro
Cláudio Carneyro (27. januar 1895 i Porto, Portugal – 18. oktober 1963) var en portugisisk komponist og lærer.
Carneyro studerede hos Charles-Marie Widor, Gabriel Pierné og Paul Dukas i Paris (1935), og var senere rektor og lærer på musikkonservatoriet i Porto. Han har skrevet orkesterværker, kammermusik, strygermusik, vokalmusik og solostykker for mange instrumenter.
Han var søn af den berømte portugisiske kunstmaler António Carneyro.